# Kaman K-225
El Kaman K-225 fue un helicóptero experimental desarrollado por la estadounidense Kaman Aircraft. Un ejemplar fue modificado para convertirse en el primer helicóptero propulsado por una turbina de gas.

## Diseño y desarrollo
El K-125 fue el primer helicóptero de Charles Kaman, que utilizaba rotores entrelazados y un control de estabilidad de servoflaps patentado por Kaman. El K-125 voló por primera vez el 15 de enero de 1947.
Los K-190 y K-225 fueron versiones mejoradas del K-125, que volaron por primera vez en abril y julio de 1949, respectivamente. La Armada estadounidense compró dos ejemplares y la Guardia Costera uno, por 25 000 dólares cada uno. La Fuerza Aérea de los Estados Unidos evaluó un K-225 con la designación YH-22.
Un K-225 modificado, equipado con un motor turboeje Boeing 502 (YT50), se convirtió en el primer helicóptero propulsado por una turbina de gas en diciembre de 1951. Esta aeronave se encuentra actualmente en el Instituto Smithsoniano en Washington D. C.
Un K-225 estándar está preservado en el New England Air Museum en Windsor Locks, Connecticut.

## Variantes

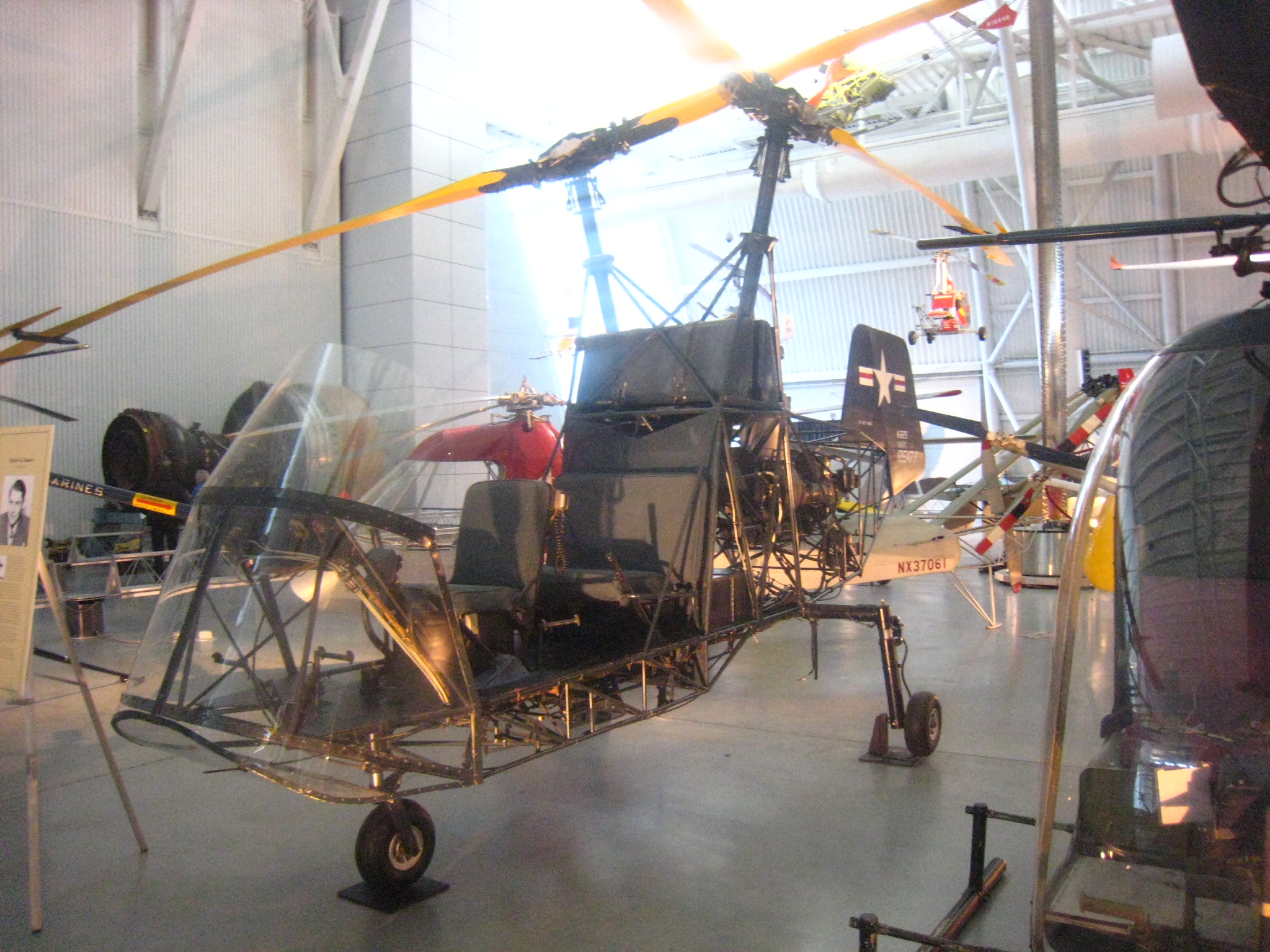
Kaman K-225.

K-125
Primer prototipo.
K-190
Versión prototipo mejorada del K-125 y autorizada en abril de 1949.
K-225
Versión prototipo mejorada del K-125 (y del K-190) y autorizada en julio de 1949.
YH-22
Designación de la Fuerza Aérea de los Estados Unidos dada a un K-225 en evaluación.

## Operadores
Estados Unidos
- Armada de los Estados Unidos
- Guardia Costera de los Estados Unidos
- Fuerza Aérea de los Estados Unidos

## Especificaciones (K-225)

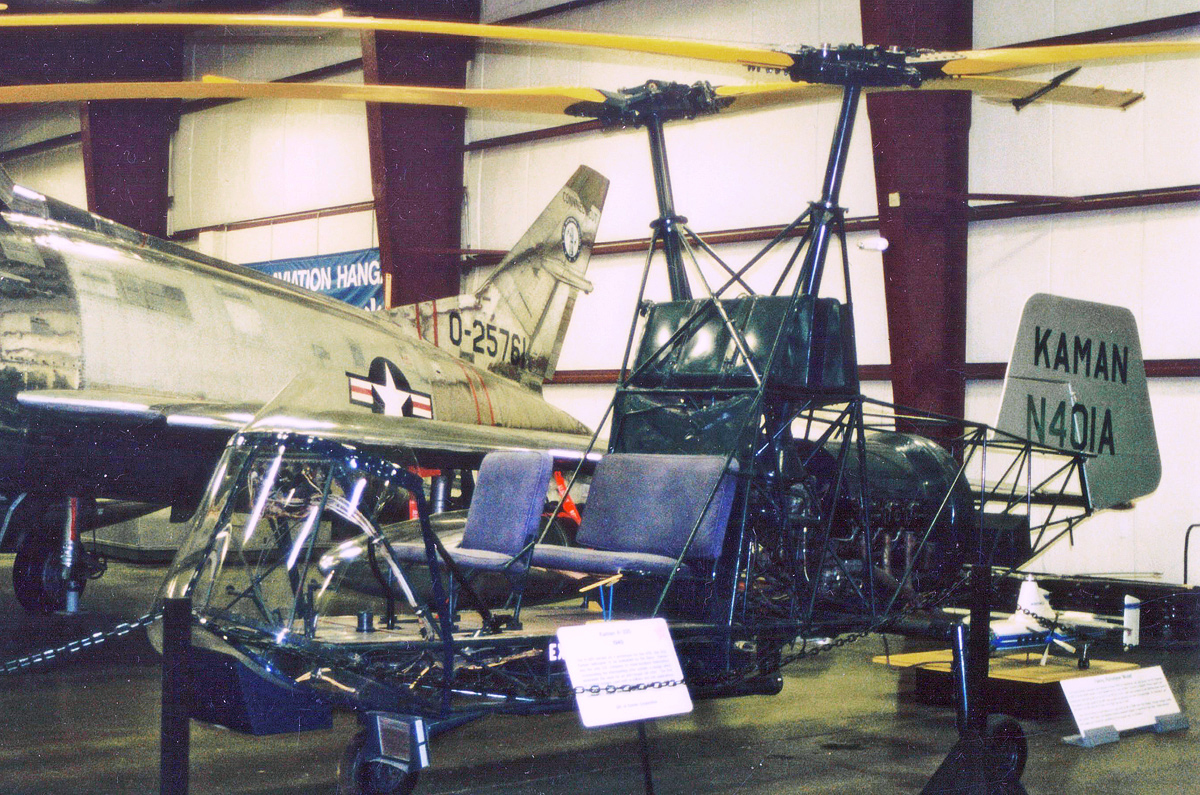
El quinto K-225 construido, exhibido en el New England Air Museum, Windsor Locks, Connecticut, en junio de 2005.

Referencia datos: Eckland

### Características generales
- Tripulación: Dos
- Longitud: 6,8 m (22,4 ft)
- Diámetro rotor principal: 11,6 m (38 ft)
- Altura: 3,4 m (11 ft)
- Peso vacío: 816 kg (1798,5 lb)
- Peso cargado: 1226 kg (2702,1 lb)
- Planta motriz: 1× motor bóxer de seis cilindros refrigerado por aire Lycoming O-435-2.
  - Potencia: 168 kW (232 HP; 228 CV)

### Rendimiento
- Velocidad máxima operativa (Vno): 117 km/h (73 MPH; 63 kt)

## Aeronaves relacionadas

### Desarrollos relacionados
- Kaman HH-43 Huskie

### Aeronaves similares
- Flettner Fl 282

### Secuencias de designación
- Secuencia K-_ (interna de Kaman): K-16 - K-17 - K-20 - K-125 - K-190 - K-225 - K-240 - K-600 - K-700 →
- Secuencia H-_ (Helicópteros de la USAF, 1948-1962): ← H-19 - H-20 - H-21 - H-22 - H-23 - H-24 - H-25 →